# Wonder Bar
Wonder Bar is een Amerikaanse muziekfilm uit 1934 onder regie van Lloyd Bacon. Destijds werd de film in Nederland uitgebracht onder de titel De wonderbar.

## Verhaal
Al Wonder is de eigenaar van een exclusief cabaret in Parijs in de jaren 30. De danser Harry heeft er een oogje op de bankiersvrouw Liane. Zo maakt hij Inez jaloers, een danseres die verliefd is op hem. Als Harry een juweel cadeau krijgt van Liane, wil hij het verkopen aan zijn baas. De man van Liane wil het sieraad terug hebben.

## Rolverdeling
| Acteur          | Personage                 |
| --------------- | ------------------------- |
| Al Jolson       | Al Wonder                 |
| Kay Francis     | Liane                     |
| Dolores del Río | Inez                      |
| Ricardo Cortez  | Harry                     |
| Dick Powell     | Tommy                     |
| Guy Kibbee      | Simpson                   |
| Ruth Donnelly   | Mevrouw Simpson           |
| Hugh Herbert    | Pratt                     |
| Louise Fazenda  | Mevrouw Pratt             |
| Hal Le Roy      | Danser                    |
| Fifi D'Orsay    | Mitzi                     |
| Merna Kennedy   | Claire                    |
| Henry O'Neill   | Richard                   |
| Robert Barrat   | Kapitein Hugo von Ferring |
| Henry Kolker    | R.H. Renaud               |